# هولدتش
هولدتش (به چکی: Holedeč) یک منطقهٔ مسکونی در جمهوری چک است که در ناحیه لوونی واقع شده‌است. هولدتش ۱۸٫۵۵ کیلومتر مربع مساحت و ۵۱۹ نفر جمعیت دارد و ۲۱۹ متر بالاتر از سطح دریا واقع شده‌است.